# Публий Куриаций Фист Тригемин
Пу́блий Куриа́ций Фист Тригеми́н (лат. Publius Curiatius Fistus Trigeminus; V век до н. э.) — римский политический деятель, консул 453 года до н. э.
Публий Куриаций был выбран консулом вместе с Секстом Квинтилием Варом. Год его консульства был ознаменован эпидемией, среди жертв которой оказался и коллега Куриация; войны в 453 году до н. э., по данным Тита Ливия, не велись.
В 451 году Публий Куриаций стал членом первой коллегии децемвиров и принял участие в составлении законов двенадцати таблиц.